# Cabo Serrat
Das Cabo Serrat (spanisch, in Argentinien Cabo Vazquez) ist ein Kap an der Graham-Küste des Grahamlands auf der Antarktischen Halbinsel. Auf der Südseite der Kiew-Halbinsel ragt es 5 km südöstlich des Kap Pérez in die Beascochea-Bucht hinein.
Chilenische Wissenschaftler benannten es nach dem chilenischen Meteorologen Javier Serrat von der Universidad de Chile, der von 1967 bis 1968 als Teilnehmer der 22. Chilenische Antarktisexpedition als Elektroingenieur auf der McMurdo-Station tätig war.